# Nore1
Nore1, de l'acrònim novel Rass effector, és un conjunt de proteïnes codificades per un gen supressor de tumors situat al cromosoma 1, concretament en el locus 1q32.1. Aquestes proteïnes, formades per dues cadenes polipeptídiques (Nore1A i Nore1B), conformen un dels 10 membres de les proteïnes Ras que s'han identificat fins ara, actuant així com a efectors de Ras. És per això que les proteïnes Nore1 tenen una elevada afinitat amb les proteïnes Ras-GTP, cosa que fa que puguin establir una unió amb aquestes i una conseqüent cascada de senyalització molecular relacionada amb l'apoptosi o mort cel·lular programada. En tractar-se de proteïnes codificades per un gen supressor de tumors, quan aquest muta, provoca una alteració en el funcionament de la proteïna que es veu involucrat en diferents tipus de càncer, com per exemple, el carcinoma hepatocel·lular.  

## Descobriment
El descobriment d'aquest grup de proteïnes és recent i es deu a l'estudi realitzat el març de l'any 1997 pels investigadors del Departament de Medicina de la Harvard Medical School. En aquest estudi es va observar el paper que realitzen les proteïnes Ras en quant a la transmissió de senyals de proliferació i creixement cel·lular. Ras es troba a la cara interna de la membrana plasmàtica, els receptors de la qual provoquen que Ras passi de ser Ras-GDP a Ras-GTP, tornant-se activa i més eficaç a l'hora d'interactuar amb els seus efectors. Així doncs, es va descobrir el primer efector o efector inicial de Ras en cèl·lules eucariotes superiors, una quinasa anomenada Raf, i es van proposar una sèrie de possibles efectors de Ras. Finalment, mitjançant el sistema d'hibridació en llevat per a buscar noves proteïnes que interactuïn directament amb Ras es va descobrir Nore1. 

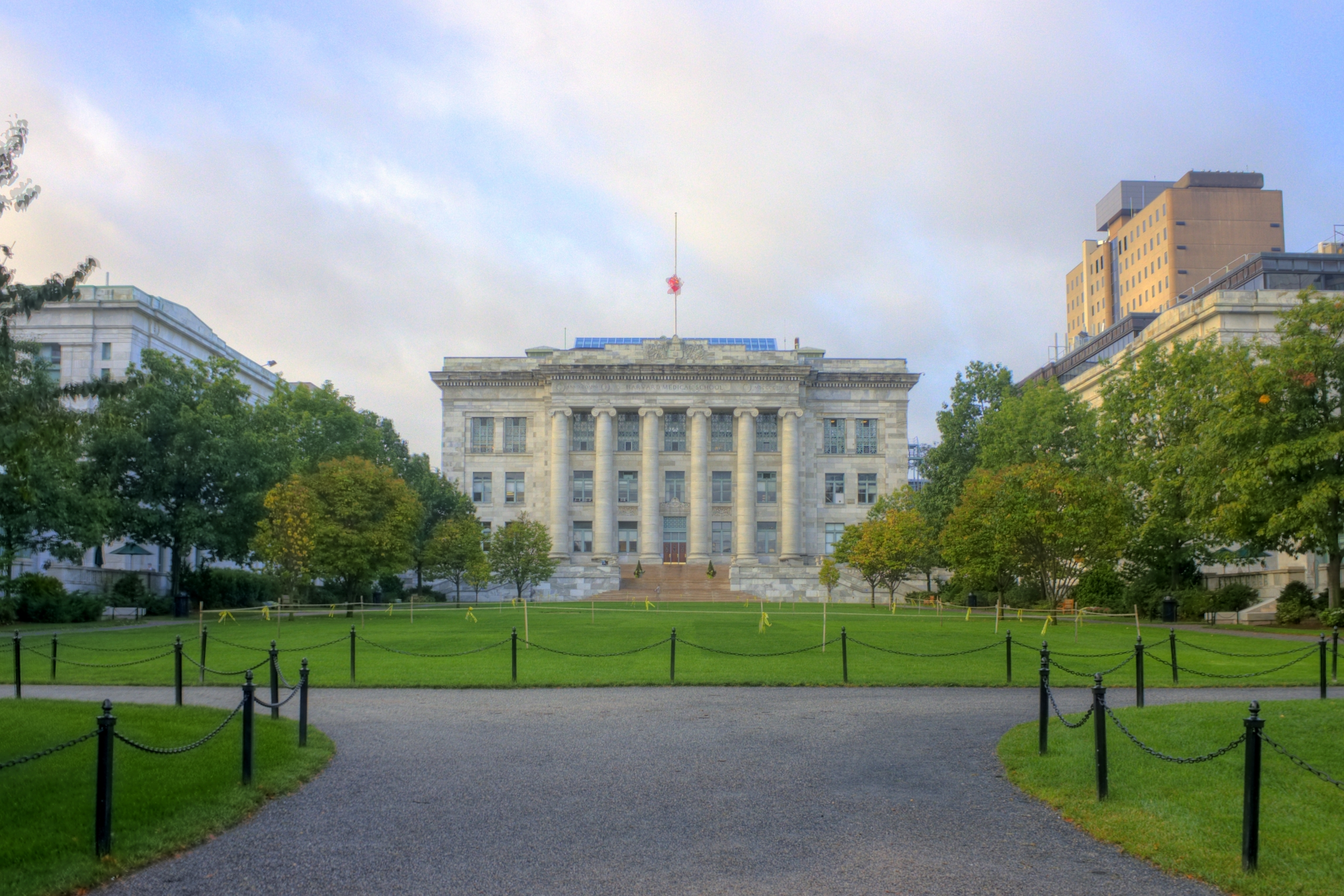
Harvard Medical School, lloc on es va descobrir Nore1

## Estructura i composició
La proteïna Nore1, coneguda també com a RASSF5, consta de tres isòmers degut a l’empalmament alternatiu i a l’ús d’un “dual promotor”, Nore1Aα, Nore1Aβ i Nore1B.
El isòmer més llarg és Nore1Aα o RASSF5A, una seqüència de 418 aminoàcids sintetitzats des d’un gen promotor pròxim a una illa CpG. Aquesta seqüència d’aminoàcids conté un domini conegut com a regió conservada per proteïna cinasa C1 o, abreviat, C1 (molt ric en cisteïna), un domini RA (rass associating) i un domini SARAH. Mitjançant l’empalmament alternatiu es pot produir un altre isòmer que manca del domini SARAH, RASSF5B o Nore1Aβ. El domini C1 també rep el nom de domini DAG, ja que és un punt d'unió (binding site) per a diacilglicerol i forbol èsters.
Una altra forma isomèrica d’aquesta proteïna és RASSF5C o Nore1B. Aquesta és més curta quant a aminoàcids i no conté el domini DAG/C1.

### Domini C1
El domini C1 és una estructura present a la proteïna Nore1 formada aproximadament per uns 50 aminoàcids i que conté un motiu que rep el nom “dit de zinc”, un dels motius més importants en les cèl·lules eucariotes. Aquest motiu actua com a punt d'unió per als diacilglicerol i forbol èsters. El domini C1 és essencial per a dur a terme la localització membranal i l'activació de nombroses proteïnes involucrades en la transducció de senyals. Quant a l'estructura d'aquest domini cal destacar que està format per dues làmines β petites unides mitjançant ponts d'hidrogen i una hèlix C-terminal.

### Domini RA

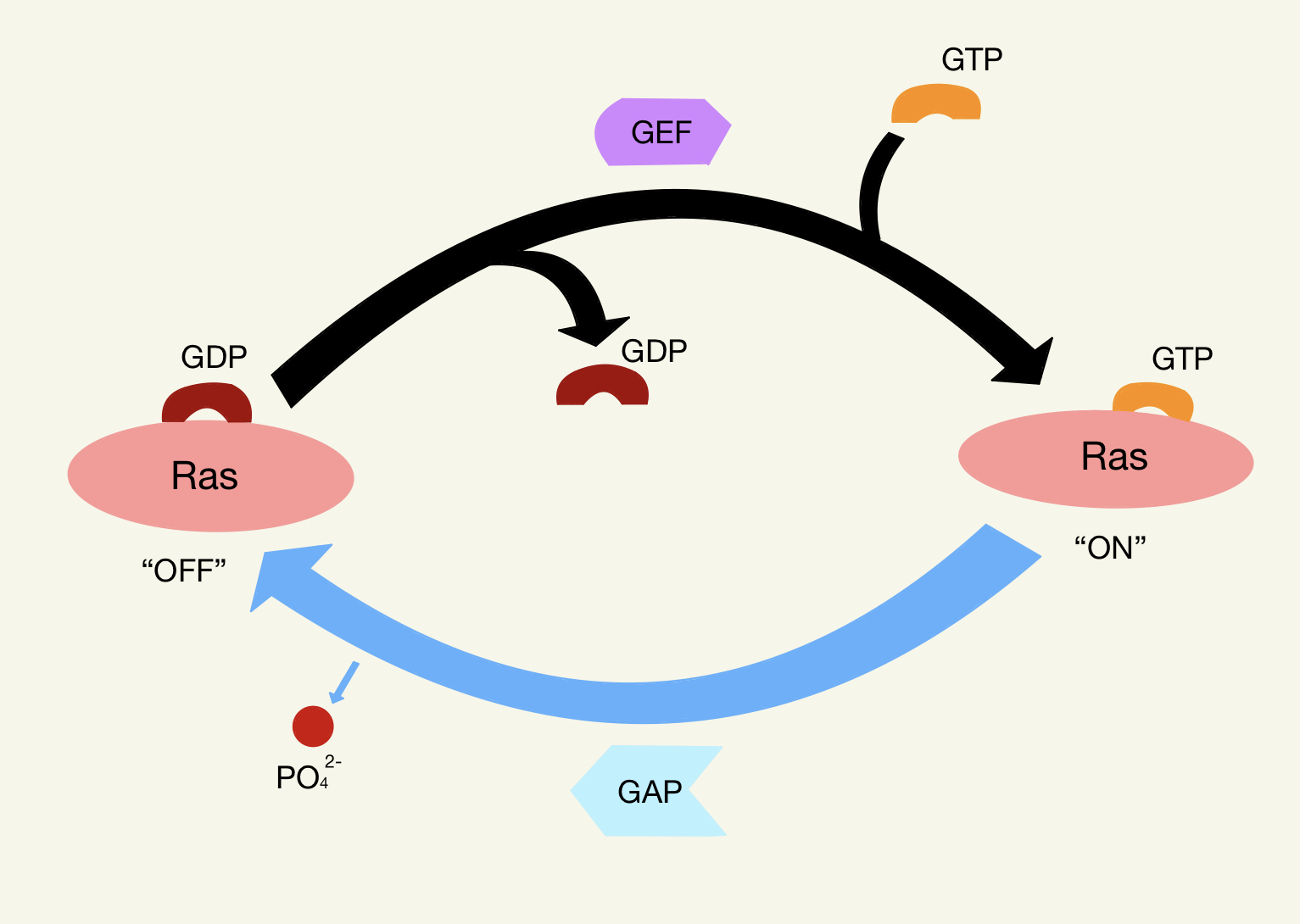
Procés d’activació de les proteïnes Ras

El domini RA (Rass Associating) és una regió de la proteïna Nore1 que serveix com a punt d'unió entre aquesta i una proteïna Ras. Les proteïnes Ras són proteïnes encarregades de la transducció de senyals, ja que actuen com un interruptor (binary switch) que va alternant entre el seu estat actiu (“ON”) i inactiu (“OFF”). Aquestes proteïnes tenen la capacitat d'alternar entre aquests dos estats gràcies a la seva capacitat d'unió amb GDP i GTP (GDP/GTP-binding). Si el seu funcionament és normal, poden realitzar la seva funció quan es troben unides a un GTP, és a dir, en el seu estat actiu. No obstant això, la proteïna per si sola no té la capacitat d'unir-se a la membrana per portar a terme la seva funció, per tant requereix de farnesilació.
La conversió del seu estat inactiu (unida a GDP) al seu estat actiu (unida a GTP) està catalitzat per un factor intercanviador de nucleòtid de guanina, en anglès guanine nucleotide exchange factor (GEF). En sentit contrari (de GTP a GDP) la reacció està catalitzada per proteïnes activadores de les GTPases, en anglès GTPase-activating proteins (GAP).

### Domini SARAH
El domini SARAH és una estructura també formada per uns 50 aminoàcids que regula la transducció de senyals entre les proteïnes Sav (Salvador), Hippo i Ras. D'aquí obté el seu nom: SAvRAsHippo (SARAH). No se sap amb total precisió l'estructura que té el domini SARAH, però programes de predicció de les estructures secundàries de les proteïnes suggereixen que està configurada amb l'estructura α-hèlix.

## Mecanisme d’acció: senyalització i apoptosi
Actualment es coneixen sis gens Nore1/RASSF en els humans situats en el cromosoma 1, concretament en el locus 1q32, els quals són capaços de sintetitzar proteïnes supressores de tumors. Aquest conjunt de proteïnes constitueix una família de polipèptids que es diferencien entre si per diverses variants d'empalmament d'ARNm.
Nore1 té la capacitat d'unir-se a Ras actiu i establir un vincle amb RASSF1 (un supressor tumoral) a través de la seva seqüència d'aminoàcids. Tant Nore1 com RASSF1 es poden expressar normalment de dues maneres: o bé com un polipèptid més llarg (Nore1A/RASSF1A) o com un polipèptid més curt (Nore1B/RASSF1C). Aquestes quatre proteïnes posseeixen un domini d’associació de Ras que els permet unir-se a les proteïnes MST1 i MST2, unes proteïnes cinases proapoptòtiques. Aquest complex que es forma quan la proteïna MST1 s’uneix a un polipèptid de Nore1 o RASSF1 a través del domini d’associació de Ras (RA) afavoreix l’expressió d’un gen anomenat Ki-Ras, un protooncogen que està relacionat amb diversos carcinomes i que indueix l’apoptosi. A més a més, l’expressió del polipèptid llarg (sol passar amb RASSF1A, amb menor freqüència amb Nore1A) es regula en línies cel·lulars tumorals humanes.
D'altra banda, la proteïna Ras d'unió a GTP té un paper rellevant en la transmissió de senyals de creixement i diferenciació en els receptors de la superfície cel·lular. Diverses investigacions han indicat que Ras transmet senyals d’aquests receptors a diverses vies mitjançant la interacció directa amb diferents efectors a les cèl·lules de mamífers. Nore1 és un tipus d’efector de Ras que no té similitud significativa de seqüència d’aminoàcids amb les proteïnes conegudes de mamífers, però conté motius de seqüència que prediuen la unió de certs dominis proteics.

## Interès clínic: Nore1 i el càncer
Com ja s'ha esmentat, s'ha comprovat que Nore1 elimina la tumorigenicitat. Existeixen estudis que han evidenciat que l’expressió de RASSF1A en algunes de les línies tumorals elimina la tumorigenicitat. Per aquest motiu hi ha investigadors que s’han proposat aprofundir en aquest aspecte i descobrir si Nore1 té la capacitat d’inhibir el creixement. S’ha trobat que l’expressió dels polipèptids Nore1A, Nore1B i RASSF1A inhibeixen la formació de colònies per algunes de les línies cel·lulars tumorals i retarda la progressió d’algunes altres. Per tant, es pot establir que Nore1 és capaç d'inhibir el creixement i desenvolupament de les cèl·lules tumorals.
Aquestes proteïnes es troben estretament relacionades amb els mecanismes de regulació del creixement cel·lular i de l'apoptosi inhibint el creixement i desenvolupament de les cèl·lules tumorals. S’ha establert que Nore1 (tant els polipèptids Nore1A com Nore1B) tenen activitat antiproliferativa en certs tumors. En un estudi on es van analitzar quatre línies cel·lulars tumorals amb baixes expressions de Nore1A i Nore1B, dues de les quals pertanyents a un carcinoma pulmonar no microcític i les altres dues pertanyents a un melanoma, es va veure que Nore1 suprimeix el creixement d'aquestes línies cel·lulars tumorals mitjançant efectors encara no identificats, independentment de les proteïnes Ras, MST1 i MST2.
És per això que la inactivació de Nore1 és notable en moltes neoplàsies o tumors. S'ha demostrat que l'expressió de Nore1A i Nore1B disminueix, per una banda, un 70% en 7 i un 40% en 4 de 10 línies cel·lulars cancerígenes colorectals, i per l'altre, un 38,8% en 31 i un 31,3% en 25 de 80 teixits de carcinomes primaris analitzats, respectivament. Aquesta reducció anormal de l'expressió de Nore1 s'observa amb major freqüència en tumors d'alt grau i d'estadis avançats en comparació amb els tumors de baix grau i d'estadis poc avançats. Els anàlisis de seqüenciació d'ADN han demostrat que la reducció anormal de Nore1A està estretament relacionada amb la hipermetilació dels promoter CpG sites.
Així doncs, s'ha conclòs que la inactivació epigenètica de Nore1 és freqüent en la tumorigènesi de diferents càncers i està involucrada en la progressió maligna d'alguns tumors, com el carcinoma hepatocel·lular o el càncer colorectal.